# Словарь чувашского языка
Словарь чувашского языка Н. И. Ашмарина (чув. Чӑваш сӑмахӗсен кӗнеки, позднелат. Thesaurus linguae tschuvaschorum) — крупнейший тезаурус чувашского языка, составленный языковедом, тюркологом Н. И. Ашмариным и филологом Н. А. Резюковым. Сыграл значимую роль в развитии чувашской лексикографии и культуры в целом. В тюркской и российской лексикографии по богатству материала стоит в одном ряду с такими изданиями, как словарь русского языка В. И. Даля и словарь якутского языка Э. К. Пекарского. В начальных выпусках словаря использованы, наряду с переводом, и толкования на русском и отчасти на латинском языках, иллюстративный материал приводился в огромном количестве. В заключительных выпусках дается только перевод на русский язык с минимумом подтвердительных примеров.
Назвав словарь «Thesaurus», Ашмарин не считал целесообразным применение нормативных и иных ограничительных установок. Этим объясняется включение в словник архаических, диалектических, стилистически сниженных, даже "заумных" и тёмных слов, звукоподражаний, различных вариантов одного слова; как нарицательной лексики, так и местных названий, имен лиц, прозвищ, кличек; как целых слов, так и их частей или составных названий, словосочетаний. Автор стремился дать как можно больше фактической информации о называемых словами предметах и явлениях.

## Составители
Объём словаря составляет 17 томов. Сам Н. И. Ашмарин успел подготовить пять томов. С марта 1928 года по рекомендации Н. В. Никольского Н. И. Ашмарину в обработке материалов и подготовке рукописи 17-томного «Словаря чувашского языка» начал помогать Н. А. Резюков, который принял участие в составлении 6-ти выпусков. После смерти Н. И. Ашмарина Н. А. Резюков самостоятельно подготовил к печати 8-14 тома. Известный российский востоковед – тюрколог, академик В. А. Гордлевский в воспоминаниях «Памяти Н. И. Ашмарина» писал: «На четыре года издание словаря опять приостановилось, и с шестого выпуска Н. И. Ашмарин успел подготовить к изданию только седьмой выпуск; окончательную подготовку последующего материала взял на себя Чувашский научно-исследовательский институт и давнишний сотрудник Н. И. Ашмарина Н. А Резюков».

## История
Составлению словаря предшествовала большая подготовительная работа. Ашмарин поставил целью отразить в словаре не только слова, но и наследие многовековой истории, культуру и быт, мировоззрение, поверья и обряды, устное творчество чувашского народа. Это выражено в составленной ученым программе для сбора материалов к словарю. На основе этой программы, с помощью И. Я. Яковлева и воспитанников Симбирской чувашской учительской школы, широких кругов чувашской интеллигенции и духовенства им был собран огромный материал из разных регионов с чувашским населением. Два выпуска Словаря были изданы ещё до революции 1917. Первые два тома переработанного издания появились в Казани в 1928 и 1929 гг. Последующие тома издавались в Чебоксарах. Последний том Словаря издан в 1950 году.
Материал для словаря был собран в основном до 1917 г., поэтому современная лексика и терминология, освоенные чувашским литературным языком, получили в нём незначительное отражение. Последние выпуски Словаря сильно обеднены в результате исключения из реестра слов, не соответствующих идеологическим канонам советского периода. В частности, в них почти полностью отсутствует лексика и фразеология, связанные с этническими поверьями и обрядами, а также христианской религией.

## Статистика
В словаре 54633 словарных статей. Состав представленного в нем материала характеризуется следующими цифрами: статей на отдельные слова и их части — 42711, на составные единицы — чуть меньше 13 тыс., собственным именам посвящено 9114 статей. Из частей речи преобладают существительные (14246) и глаголы (7440). Много подражаний (2052) и слов неясных (1921). Для иллюстрации значения и употребления слов использованы, кроме речевых примеров и текстовых цитат, десятки тыс. выдержек из народных песен, пословиц, поговорок, примет и т. п.

## Фонетика
В целях научного изучения чувашского языка Ашмарин тщательно отмечал все фонетические особенности слов, разработав для этого оригинальную систему транскрипции. Словарные статьи автор располагал не по общепринятому алфавиту, а по степени убывающей звучности: сначала идут слова на гласные, затем на сонорные согласные, вслед за ними — на остальные согласные. Наряду с алфавитным применяется гнездовой принцип — группировка слов по их происхождению от одного корня, а также структурный принцип — сначала идут связанные по происхождению отдельные слова, затем сочетания с ними.